# Aguas de oro
Aguas de oro es una telenovela chilena de comedia romántica, con María Eugenia Rencoret y Pablo Ávila Guerrero como productores ejecutivos. Estrenada por Mega el 30 de julio de 2025, sucediendo en el horario a Nuevo amores de mercado.
Protagonizada por Álvaro Rudolphy, Paola Volpato y Carolina Arregui.

## Argumento
En El Álamo, un pequeño pueblo en las montañas, se descubre la existencia de pozones con agua de la eterna juventud. Una familia que ha vivido 25 años junto a ellos se ha mantenido joven, lo que genera un revuelo mediático y turístico. El lugar se convierte en centro de atención mundial. En medio de la conmoción, llega otra familia que afirma tener derechos sobre las tierras y el negocio asociado a los pozones.

## Reparto

### Principales
- Álvaro Rudolphy como Carlos Ruiz-Tagle[2]
- Paola Volpato como Mariana Rioseco[3]
- Carolina Arregui como Karla Ruiz-Tagle[4]
- Héctor Noguera como Ernesto Ruiz-Tagle
- Loreto Valenzuela como Victoria Sarmiento
- Claudio Arredondo como Remigio Soto
- Claudia Pérez como Aurora Pereira[5]
- Magdalena Müller como Paz Ruiz-Tagle[6]
- Nicolás Oyarzún como Miguel Young
- Josefina Fiebelkorn como Laura Ruiz-Tagle
- Francisco Puelles como Lautaro Gamboa
- Ingrid Cruz como Salomé Bello[7]
- Vivianne Dietz como Ayelén Gamboa[8]
- Andrew Bargsted como Braulio Soto[9]
- Constanza Araya como Carola Soto[10]
- Francisco Ossa como Franklin Arancibia
- Jacqueline Boudon como Enriqueta

## Producción
Las grabaciones comenzaron el 28 de mayo de 2025.

## Rating
| Año           | Mes    | Días | Días | Días | Días    | Días    | Días    | Días    | Días | Días | Días | Días    | Días    | Días    | Días    | Días | Días | Días | Días    | Días    | Días | Días | Días | Días | Días | Días | Días | Días | Días | Días | Días      | Días    |
| Año           | Mes    | 1    | 2    | 3    | 4       | 5       | 6       | 7       | 8    | 9    | 10   | 11      | 12      | 13      | 14      | 15   | 16   | 17   | 18      | 19      | 20   | 21   | 22   | 23   | 24   | 25   | 26   | 27   | 28   | 29   | 30        | 31      |
| ------------- | ------ | ---- | ---- | ---- | ------- | ------- | ------- | ------- | ---- | ---- | ---- | ------- | ------- | ------- | ------- | ---- | ---- | ---- | ------- | ------- | ---- | ---- | ---- | ---- | ---- | ---- | ---- | ---- | ---- | ---- | --------- | ------- |
| 2025          | Julio  | –    | –    | –    | –       | –       | –       | –       | –    | –    | –    | –       | –       | –       | –       | –    | –    | –    | –       | –       | –    | –    | –    | –    | –    | –    | –    | –    | –    | –    | 1.388.824 | 889.000 |
| 2025          | Agosto | –    | –    | –    | 804.000 | 846.000 | 793.000 | 769.000 | –    | –    | –    | 842.000 | 951.000 | 796.000 | 779.000 | –    | –    | –    | 882.000 | 794.000 |      |      |      |      |      |      |      |      |      |      |           |         |
| Fuentes:IBOPE |        |      |      |      |         |         |         |         |      |      |      |         |         |         |         |      |      |      |         |         |      |      |      |      |      |      |      |      |      |      |           |         |